# Georg (Brandenburg-Ansbach-Kulmbach)

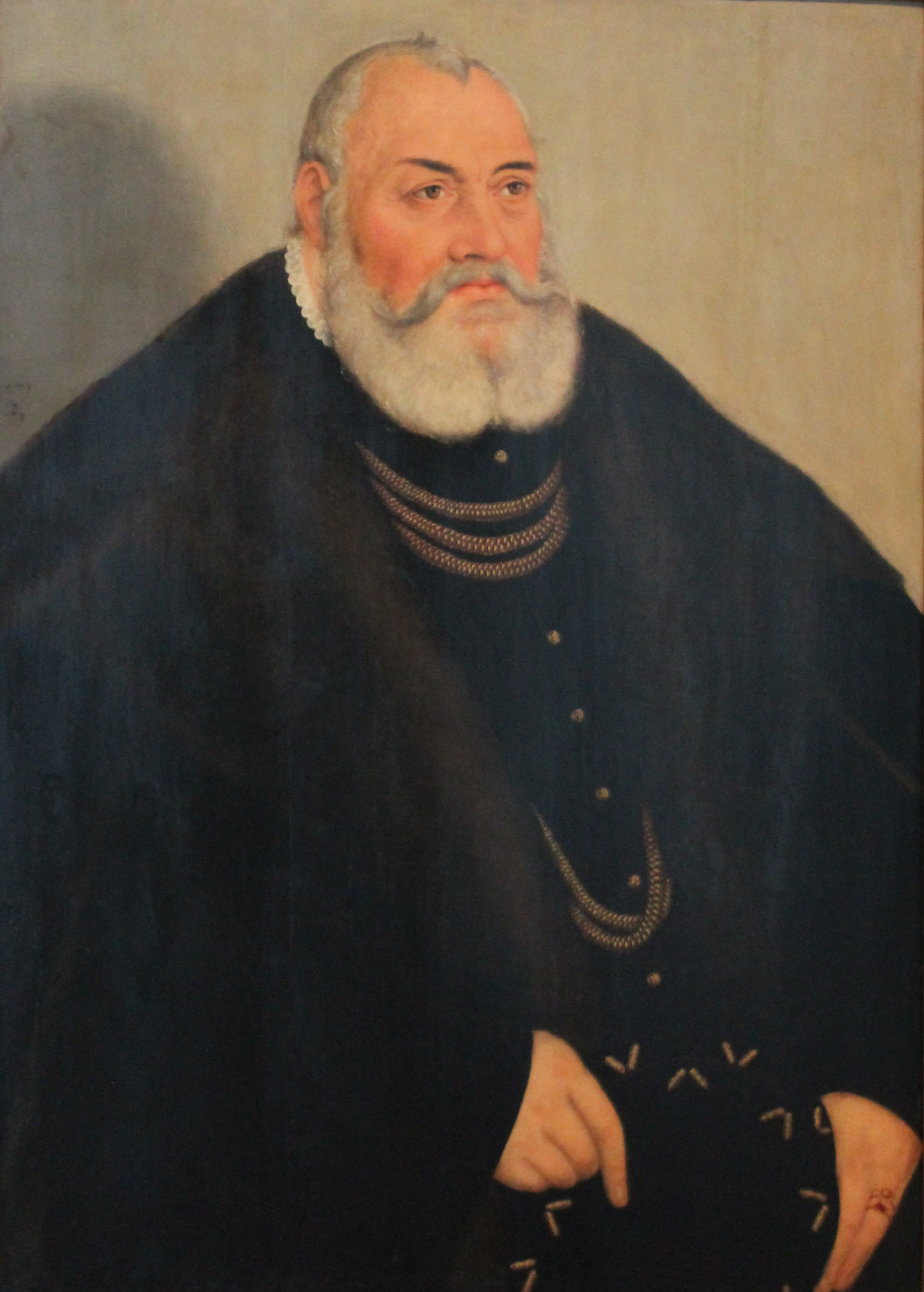
Das Gemälde Markgraf Georg der Fromme von Brandenburg-Ansbach von Lucas Cranach der Jüngere im Jagdschloss Grunewald

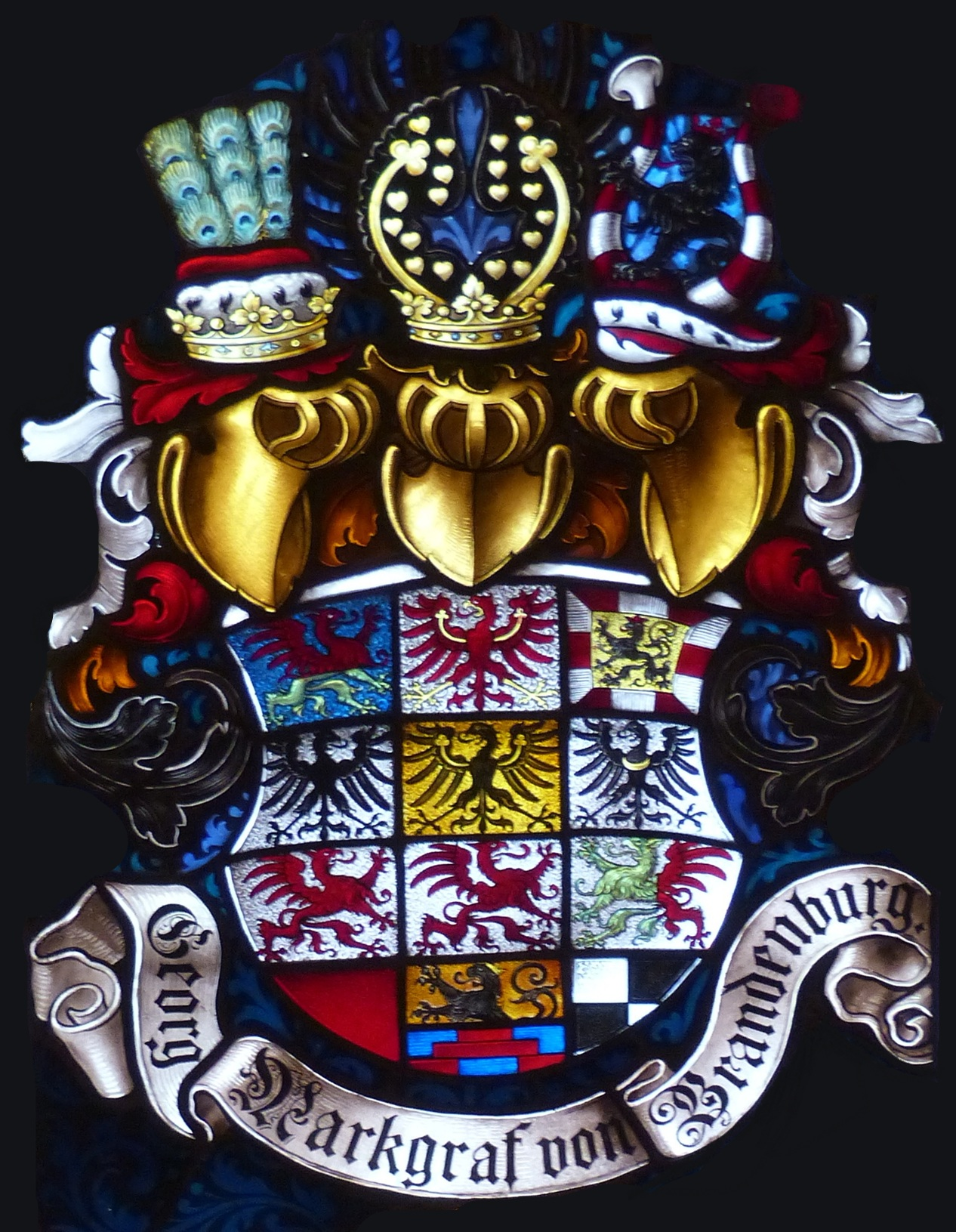
Wappen von Schloss Ratibor

Georg der Fromme, auch der Bekenner genannt (* 4. März 1484 in Ansbach, Fürstentum Ansbach; † 27. Dezember 1543 ebenda) war von 1515 bis zu seinem Tod Markgraf des fränkischen Fürstentums Ansbach. Zwischen 1527 und 1541 verwaltete er außerdem Brandenburg-Kulmbach für Albrecht Alcibiades, den minderjährigen Sohn seines verstorbenen Bruders Kasimir. Ferner gelang es ihm, als schlesischer Herzog anerkannt zu werden. Als früher Anhänger Martin Luthers führte er den Protestantismus in seinen Gebieten ein.

## Herkunft und Familie

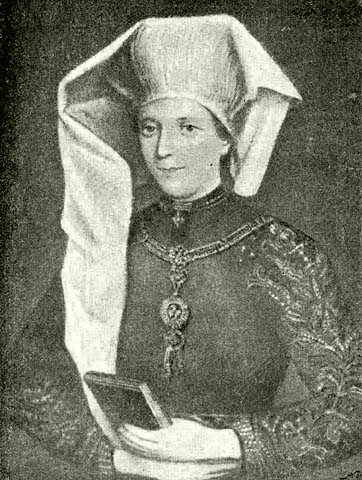
Vermeintliches Bildnis von Georgs erster Ehefrau Beatrice de Frangepan (1480–1510)

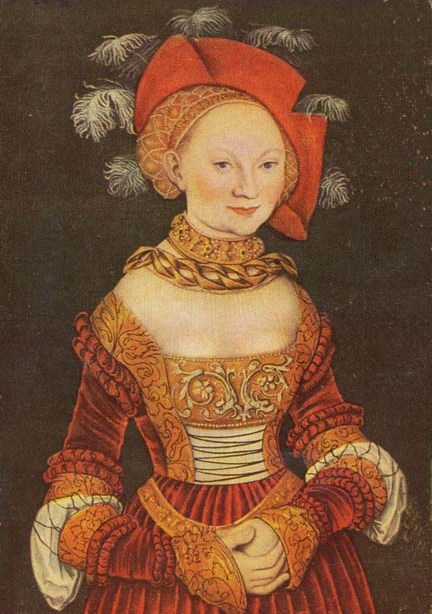
Georgs dritte Ehefrau Prinzessin Aemilia von Sachsen

Georg, aus dem Haus der Hohenzollern (siehe auch Stammliste der Hohenzollern), wurde als Sohn Friedrichs des Älteren, des zweiten Sohnes von Albrecht Achilles geboren. Seine Mutter war Sofia, die Tochter von Kasimir IV. Jagiełło, Großfürst von Litauen und König von Polen, verwandt mit dem Kaiserhaus Habsburg.
Georg war dreimal verheiratet. 1509 heiratete er Beatrice de Frangepan (1480–1510), die Witwe von Johann Corvinus. Sie starb bereits ein Jahr nach der Eheschließung.
Erst 1525 ging er eine zweite Ehe mit Hedwig (1508–1531), einer Tochter Karls I. von Münsterberg, ein. Aus dieser Ehe gingen zwei Töchter hervor:
- Anna Maria (1526–1589)

⚭ 1544 Herzog Christoph von Württemberg (1515–1568)
- Sabine (1529–1575)

⚭ 1548 Kurfürst Johann Georg von Brandenburg (1525–1598)
Die dritte Ehe schloss er am 25. August 1533 mit Aemilia von Sachsen (1516–1591). Sie war eine Tochter von Heinrich dem Frommen. Sie hatten vier Kinder und mit Georg Friedrich auch den erhofften Erben:
- Sophie (1535–1587)

⚭ 1560 Herzog Heinrich XI. von Liegnitz (1539–1588)
- Barbara (* 1536; † 17. Juni 1591 im Kloster Himmelkron)[1]
- Dorothea Katharina (1538–1604)

⚭ 1556 Heinrich V. von Plauen, Burggraf von Meißen
- Georg Friedrich (1539–1603), Markgraf von Brandenburg-Ansbach

⚭ 1. 1558 Prinzessin Elisabeth von Brandenburg-Küstrin (1540–1578)
⚭ 2. 1579 Prinzessin Sophie von Braunschweig-Lüneburg (1563–1639)

## Leben

### Am Königshof VladislavsII. in Ofen

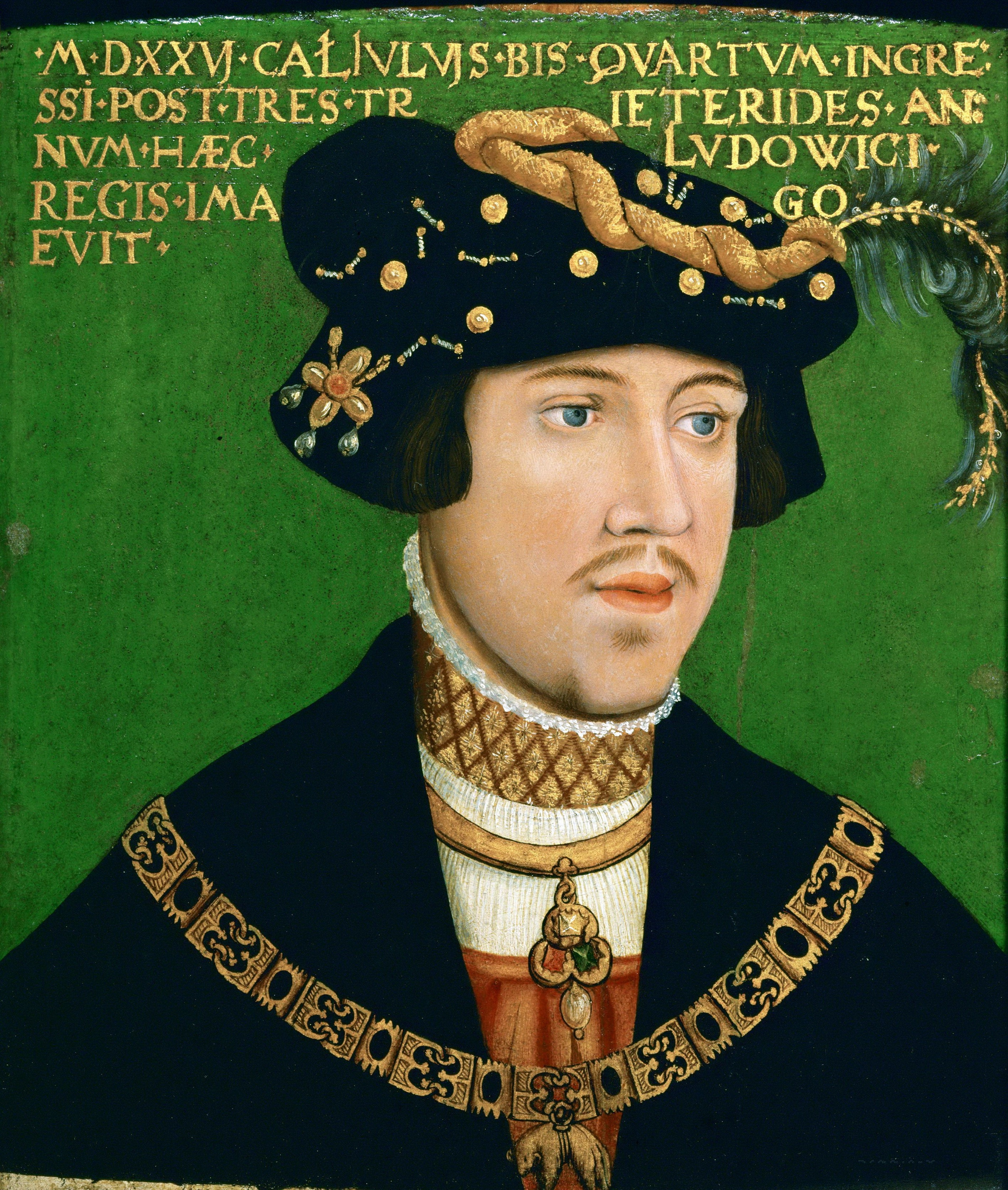
Georg war Erzieher, dann Mitvormund, des späteren Königs Ludwigs II. von Böhmen und Ungarn

Bereits in jungen Jahren plante Vater Friedrich den Werdegang Georgs. Da sein Bruder Kasimir als erstgeborener Sohn als Erbe der Markgraftümer vorgesehen war, sah man für Georg einen geistlichen Werdegang vor und er wurde 1498 mit Domherrenpfründen in Würzburg ausgestattet, später verzichtete er. Trotz der Teilnahme am Landshuter Erbfolgekrieg beschritt er auch keine dauerhafte militärische Laufbahn. 1506 entsandte ihn Friedrich an den Hof seines Onkels, des Königs Vladislav II. von Böhmen und Ungarn nach Ofen. Durch eine besondere Vertrauensposition wurde er Erzieher und später Mitvormund des Sohnes Ludwig II.
In erster Ehe heiratete Georg 1509 Beatrice de Frangepan, die bereits ein Jahr nach der Hochzeit verstarb. Sie war die Witwe von Ivaniš Korvin, dem unehelichen und einzigen Sohn des Königs Matthias Corvinus. Georg trat ein umfassendes Erbe an (z. B. Burg Hunedoara). Seine neuen Besitzungen konnte er zum Teil in Grenzstreitigkeiten mit dem Geschlecht Zápolya schwerlich verteidigen.
Georg und sein Bruder Kasimir entmachteten 1515 ihren Vater Friedrich. Mit dem Vorwurf, einen verschwenderischen Lebensstil zu führen, setzten sie ihn auf der Plassenburg gefangen. Da sich Georg nach wie vor überwiegend am ungarischen Königshof aufhielt, regierte Kasimir faktisch allein über die Markgraftümer Kulmbach und Ansbach. Sein Name steht für die blutige Niederschlagung des Bauernkrieges 1525 in der Region.

### Einflussnahme in schlesische Herzogtümer

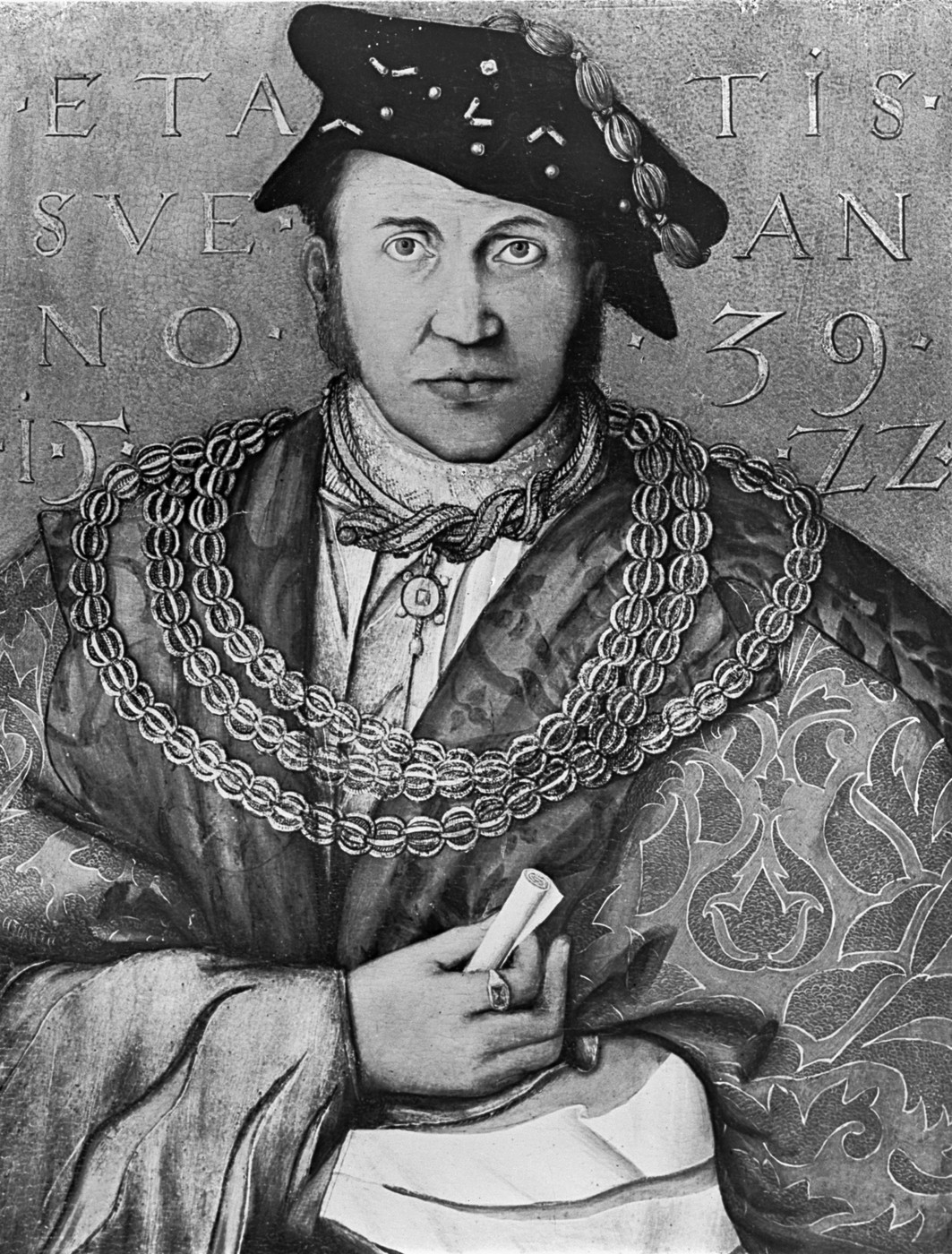
Gemälde des Markgrafen

In den darauffolgenden Jahren bemühte sich Georg, im schlesischen Raum an Einfluss zu gewinnen. Ein erster Erfolg bestand darin, dass er mit Herzog Johann II. von Oppeln und Valentin von Ratibor vereinbarte, bei dessen weiterer Kinderlosigkeit und somit fehlender Erben die Nachfolge als Herzog anzutreten. König Vladislav II. hatte gegen diesen Plan nichts einzuwenden und die böhmischen Stände, die bis dahin die Erlangung der Herzogswürde durch einen ausländischen Bewerber ausgeschlossen hatten, gewährten Georg eine Ausnahmeklausel.
Als im Oktober 1521 Herzog Valentin von Ratibor verstarb, trat Georg die Nachfolge im Herzogtum Ratibor an. Johann von Oppeln überließ ihm außerdem Stadt und Schloss Oderberg. Oppeln erhielt er lediglich als Pfandbesitz gegen Zahlung einer entsprechenden Pfandsumme. Von seinem ehemaligen Mündel König Ludwig II. wurde er zusätzlich mit der Herrschaft Beuthen ausgestattet. 1523 erwarb er für 58.900 ungarische Goldgulden von Georg von Schellenberg (Jiří ze Šelmberka) das Herzogtum Jägerndorf, das die Städte Jägerndorf und Leobschütz einschloss. Der Betrag wurde hauptsächlich zur Begleichung von Schulden Schellenbergs verwendet. In Jägerndorf ließ er unter Anleitung von Hans Beheim ein neues Schloss errichten. Das Schloss wurde in neue Verteidigungsmaßnahmen aus einer stark befestigten Stadtmauer und Stadttoren einbezogen. Die Straßen der Stadt wurden gepflastert.
Mit Zustimmung König Ludwigs II. von Böhmen und Ungarn führte er den Titel „Herzog von Ratibor“. Weitere Gebiete, so auch die kleine Herrschaft Swierklenitz, suchte er durch Verhandlungen zu erwerben, um ein noch größeres als das fränkische Stammland zu errichten.
Auch Georgs Heiratspolitik war auf die Sicherung der schlesischen Gebiete ausgerichtet. 1525 vermählte er sich mit Hedwig (1508–1531), einer Tochter Karls I.von Münsterberg. 1518 ehelichte seine Schwester Anna den Herzog von Teschen Wenzel II. und die Schwester Sofie den Herzog von Liegnitz Friedrich II.
Als Förderer der Reformation fand er in seiner einflussreichen Stellung am böhmischen Hofe Gelegenheit, sich als Beschützer der von Ludwigs Regierung verbotenen kirchlichen Neuerung zu zeigen, sein Verwenden hinderte 1522 und 1523 ein Einschreiten gegen die eigenmächtige Reformation in Schlesien, namentlich in Breslau.
Als König Ludwig II. im Alter von zwanzig Jahren in der Schlacht bei Mohács fiel, folgte mit König Ferdinand I. ein Habsburger, der den Expansionsbestrebungen der Hohenzollern in Schlesien entschieden entgegentrat und seine Rechte als Lehnsherr wahrnahm.
Mit dem Regierungsantritt Ferdinands 1527 schwenkten auch die böhmischen Stände um. Ferdinand wiegelte den Adel auf und setzte alles daran, die Hohenzollern aus Schlesien hinauszudrängen und zwang Johann, den Erbvertrag mit Georg bezüglich Oppeln und Ratibor, das dieser mittlerweile geerbt hatte, zu widerrufen.
Georg bewilligte Ferdinand 1532 am Breslauer Fürstentag wiederum Türkenhilfe, für Jägerndorf waren es 30 Knechte und je acht Kosaken und Pferde.
Für die Hohenzollern war nur die Herrschaft über das Herzogtum Jägerndorf bis 1621 mit vier Herrschern aus der Familie von längerer Dauer, wobei Georgs Sohn Georg Friedrich noch über erheblichen Besitz in Schlesien verfügte.

### Rückkehr in die heimatlichen Markgraftümer

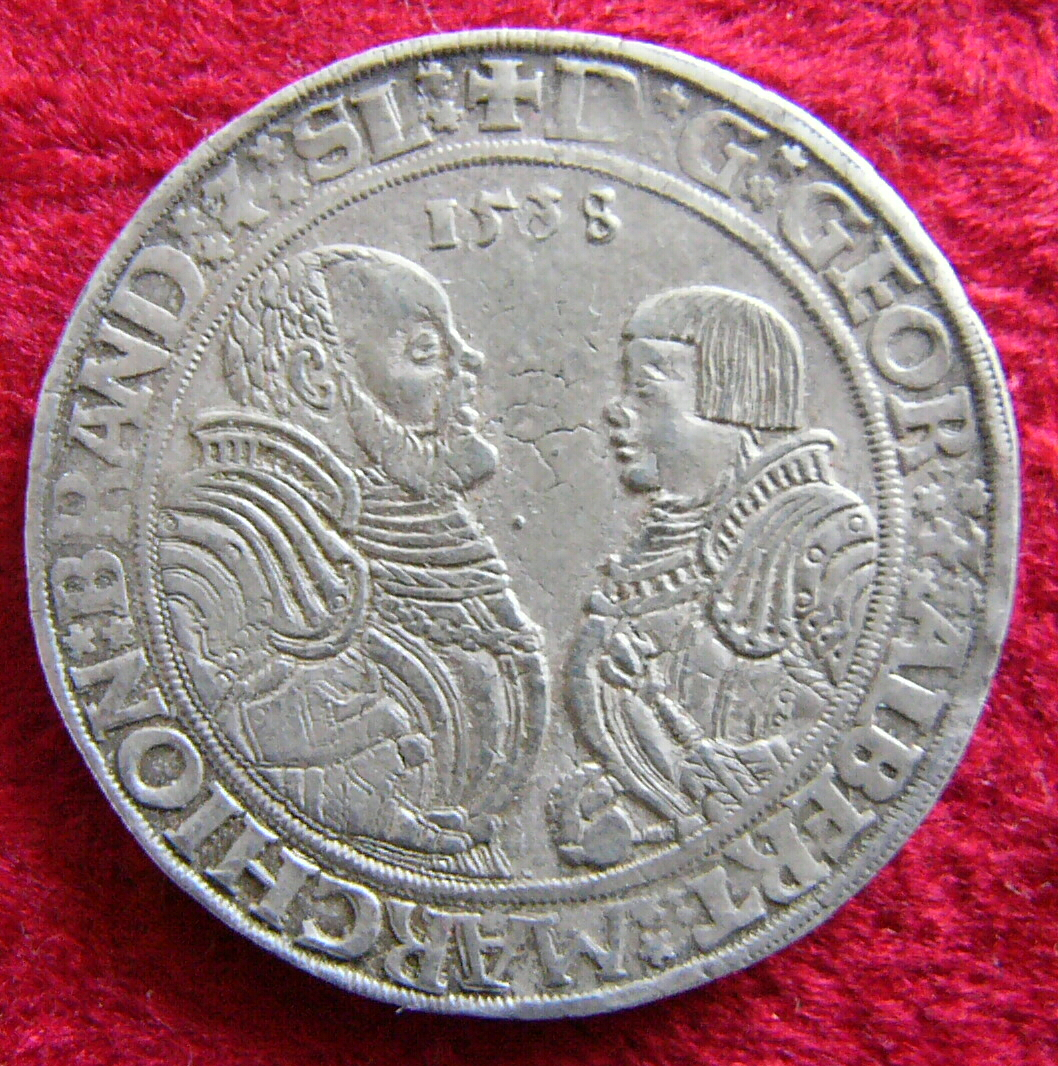
Münze mit Vormund Georg und seinem Neffen Albrecht

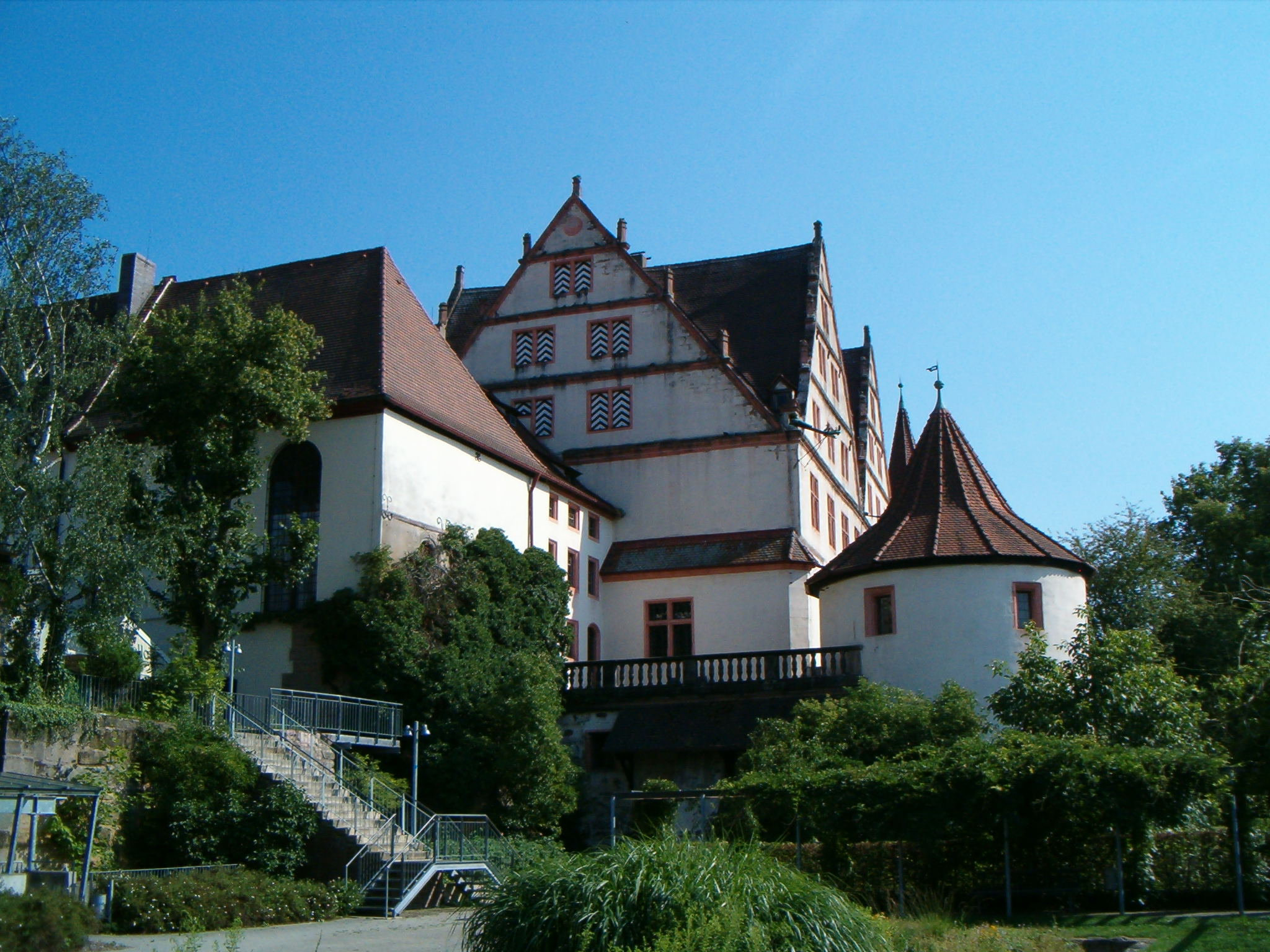
Georg erbaute ab 1535 das Jagdschloss Ratibor in Roth

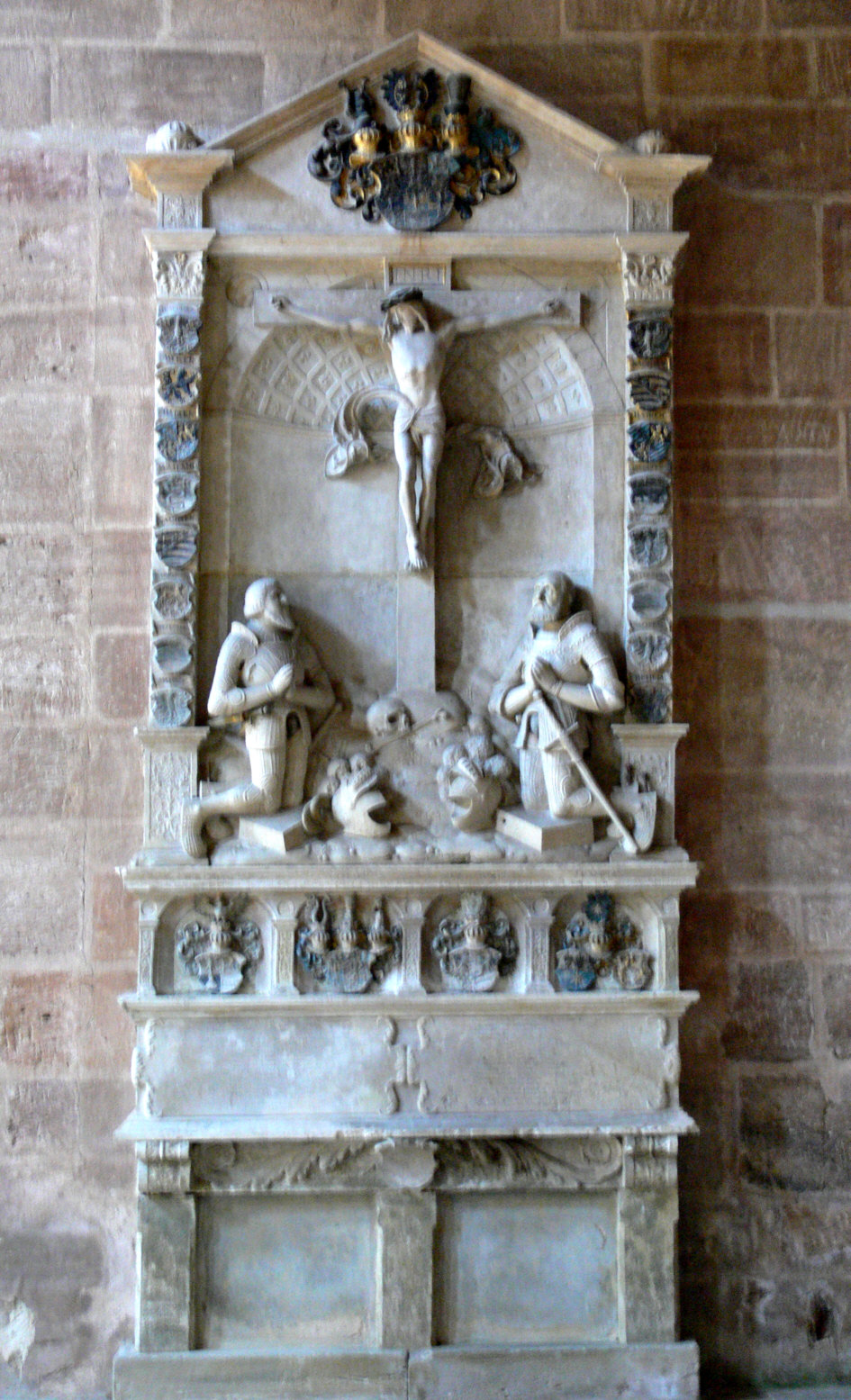
Epitaph für Georg und seinen Vater Friedrich im Kloster Heilsbronn

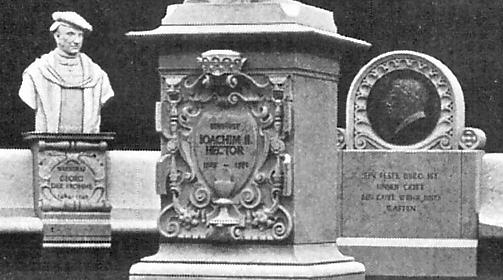
Ausschnitt aus dem Ensemble, links die Büste Georgs

Im Streit um den ungarischen Thron hatte Ferdinand I. seinen Gegner in Johann Zápolya. Trotz der Differenzen um den Einfluss in Schlesien hielten Georg und sein Bruder Kasimir zu Ferdinand. Kasimir, der mit Hilfstruppen 1527 schließlich zum Sieg in Ofen beitrug, verstarb noch vor Ort an der Ruhr. Er vertraute dem König und Georg den fünfjährigen Sohn Albrecht an. Dies hatte zur Folge, dass sich Georg nach Ansbach zurückbegab und sich auf die Regierung der beiden Markgraftümer konzentrierte. Für Albrecht verwaltete er Brandenburg-Kulmbach. Er söhnte sich mit dem Vater Friedrich aus, den er aus der Plassenburg freiließ und an seinen Hof nach Ansbach holte. 1532 heiratete er in dritter Ehe Aemilia von Sachsen, mit der er vier Kinder hatte. Aus den Einnahmen des Herzogtums Ratibor konnte er den Bau des Jagdschloss Ratibor in Roth finanzieren, der 1535 begonnen wurde.

### Einführung des Protestantismus

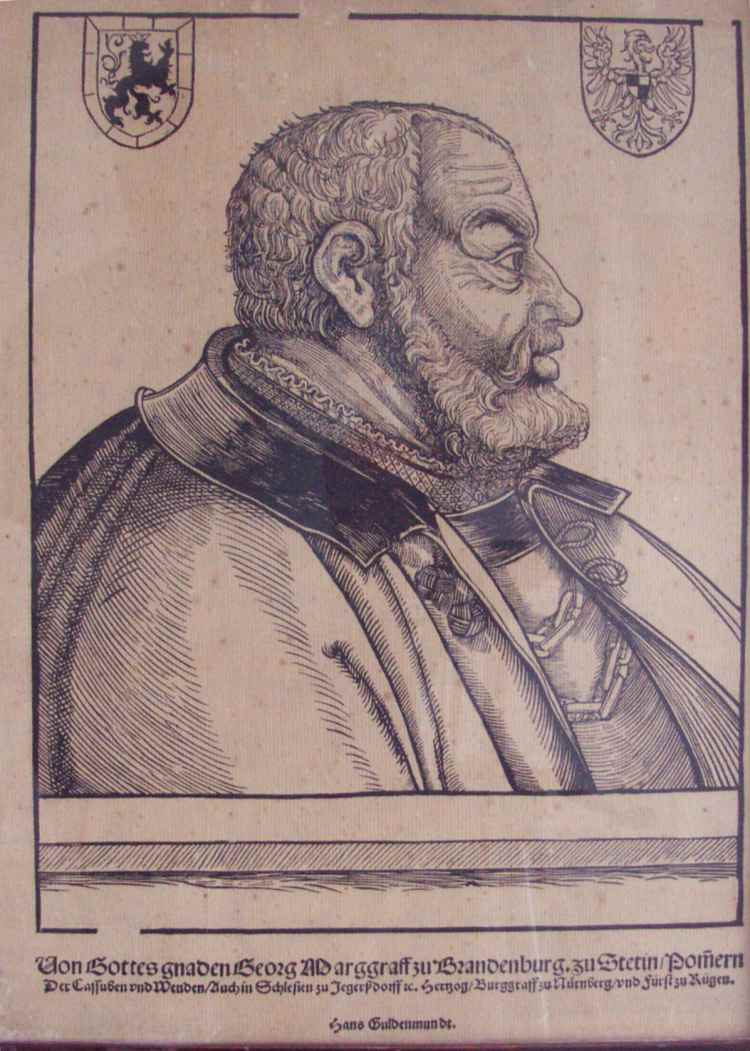
Georg der Fromme, Markgraf von Brandenburg-Ansbach

Georg war ein früher Anhänger des Protestantismus. Er pflegte den Schriftverkehr mit Martin Luther, der überliefert ist, und führte die Reformation zuerst in den schlesischen Besitzungen ein. In Leobschütz kam es mit der gewaltsamen Vertreibung der Franziskaner, deren Kloster anschließend als Kornspeicher diente, zu einer unerfreulichen Konfrontation. Nach dem Tode Kasimirs trieb er die Reformation in den beiden Markgraftümern durch Kirchenvisitationen und die Einführung der Brandenburgisch-Nürnbergischen Kirchenordnung 1533 voran. Die Kirchenordnung hatte ihren Ausgangspunkt in Nürnberg und wurde von namhaften Reformatoren wie Andreas Osiander, Lazarus Spengler oder Johannes Brenz verfasst. Das Bistum Regensburg unter Johann III. von der Pfalz verlor das Dekanat Wunsiedel an das neue Bekenntnis. In Hof setzte sich Georg für die Prediger Kaspar Löner und Stephan Agricola ein. Georg der Fromme beurteilte im Rahmen der Kirchenvisitation die Geistlichen nach ihrer Loyalität ihm gegenüber und ihrer Einstellung zum neuen Bekenntnis. Unliebsame Personen ließ er einkerkern, um ihren Willen zu beugen oder entzog ihnen die Einkünfte. Er wirkte auch auf seine Verwandten ein. So beriet er seinen Bruder Albrecht, den Hochmeister des Deutschen Ordens, den Ordensstaat Preußen in das weltliche Herzogtum Preußen zu verwandeln und bewog Joachim II.von Brandenburg-Preußen zum Protestantismus überzutreten. Am Ansbacher Hof zählten Georg Vogler, Johann Rurer und Johann von Schwarzenberg zu den Förderern des Protestantismus, sein Bruder Friedrich galt als entgegenwirkende Kraft. Georg übertrug die Verwaltung von Kirchenvermögen auf Staatsbeamte und zog kirchlichen Besitz auch zu seinen eigenen Gunsten ein. Auch im 1523 erworbenen Herzogtum Jägerndorf setzte Georg seine neue protestantische Kirchenordnung ein.
In der Reichspolitik setzte sich Georg entschieden für die neue Lehre ein. Auf dem Reichstag zu Speyer von 1529 gehörte er zu den Unterzeichnern der Protestation zu Speyer. Er bekannte sich zu den Schwabacher Artikeln. Auf dem Reichstag zu Augsburg von 1530 erklärte er dem Kaiser, dass er sich lieber augenblicklich den Kopf abschlagen lassen würde, als seinen Überzeugungen abzuschwören. Anschließend war er unter den Unterzeichnern der Confessio Augustana.
Aufgrund seiner protestantischen Überzeugungen erhielt Georg auch die Namenszusätze „der Fromme“ und „der Bekenner“. Vor allem erstere Würdigung wurde in der klassischen Literatur kontrovers diskutiert. Ansatzpunkte für Kritik ergaben sich in der Entmachtung des Vaters, der Erziehung am ungarischen Hof und dem Verhalten vor allem gegenüber den Klöstern, deren Säkularisation den Territorialherren etliche willkommene Vorteile unabhängig von ihren religiösen Überzeugungen verschaffte. Der Abt des Klosters Heilsbronn berichtete gar über ausschweifende ungebührliche Trinkgelage.

### Grablege
Er wurde im Kloster Heilsbronn bestattet. Auf dem Epitaph, einem Werk Loy Herings, sieht man ihn und seinen Vater zu beiden Seiten eines Kreuzes kniend und betend.

## Denkmal
Für die Berliner Siegesallee gestaltete der Bildhauer Harro Magnussen eine Büste Georgs als Nebenfigur zum Denkmal von Joachim II. in der Denkmalgruppe 20. Zentrales Thema dieser Gruppe war die Darstellung der Reformation. Als Vorlage zu seiner Darstellung dienten Magnussen zwei Bildnisse (Relief und Gemälde) Georgs aus der Heilsbronner Klosterkirche. Dabei setzte er das Gemälde von Hans Krell aus dem Jahre 1522, das Georg im Alter von 38 Jahren zeigt, fast plastisch um.